# لورانس مايلز
لورانس مايلز (27 مارس 1896 - 17 نوفمبر 1967) (بالإنجليزية: Lawrence Miles)‏ هو لاعب كريكت جنوب أفريقي. لعب مع Border (cricket team) ‏.

## وصلات خارجية
- لورانس مايلز على موقع إي آس بي آن كريك إنفو (الإنجليزية)